# Cynthia Gouw
Cynthia Gie-Kiok Gouw (* 30. Mai 1963 im Contra Costa County, Kalifornien) ist eine US-amerikanische Nachrichtensprecherin, Journalistin, Moderatorin, Model und ehemalige Schauspielerin.

## Leben
Cynthia Gouw begann ihre Karriere als Model und wurde 1983 zur Miss Chinatown Los Angeles sowie 1984 zur Miss Chinatown USA gekürt. Sie studierte Political Science und International Relations an der University of California, Los Angeles und schloss 1985 mit einem Bachelor of Arts ab. 1991 absolvierte sie die Graduate School of Law mit einem Juris Doctor.
Als Nachrichtensprecherin und Journalistin arbeitete sie für die Sender KXTV-TV Channel 10 (ABC) in Sacramento, KPIX-TV Channel 5 (CBS) in San Francisco und KDFW-TV Channel 4 (FOX) in Dallas. Für ihre Berichterstattung zu den Themen „Straßenbanden“, „die Auswirkungen der Globalisierung und Beziehungen zwischen Asien und Amerika“ und „Einwanderung aus Lateinamerika“ wurde sie unter anderem dreimal mit einem Emmy Award ausgezeichnet. In Philadelphia moderierte und produzierte sie für WPPT die Sendung Asian Outlook, eine halbstündige Talkshow, die sich mit sozialen, rechtlichen und politischen Fragen von Asiaten und asiatischen Amerikanern beschäftigt. Sie präsentierte zudem Kosmetikprodukte im Fernsehen und erschien auf mehreren Titelbildern US-amerikanischer Frauenzeitschriften.
Als Schauspielerin spielte sie 1989 die romulanische Botschafterin Caithlin Dar in William Shatners Science-Fiction-Film Star Trek V: Am Rande des Universums und neben weiteren wenigen Rollen in Filmen in den Fernsehserien Freddy’s Nightmares: A Nightmare on Elm Street – Die Serie (1988), Matlock (1989) und China Beach (1991).
Seit Oktober 2004 ist sie verheiratet.

## Filmografie
- 1986: Snake Inferno (The Serpent Warriors)
- 1988: Freddy’s Nightmares: A Nightmare on Elm Street – Die Serie (Freddy’s Nightmares, Fernsehserie, eine Folge)
- 1989: Kinjite – Tödliches Tabu (Kinjite: Forbidden Subjects)
- 1989: Das bucklige Schlitzohr (Big Man on Campus)
- 1989: Matlock (Fernsehserie, eine Folge)
- 1989: Star Trek V: Am Rande des Universums (Star Trek V: The Final Frontier)
- 1989: Das Geheimnis von Pier Sechs (Man Against the Mob: The Chinatown Murders, Fernsehfilm)
- 1991: China Beach (Fernsehserie, eine Folge)
- 1992: Im Herzen der Rache (The Heart of Justice, Fernsehfilm)